# Ormosia colombiana
Ormosia colombiana är en ärtväxtart som beskrevs av Velva Elaine Rudd. Ormosia colombiana ingår i släktet Ormosia och familjen ärtväxter. Inga underarter finns listade i Catalogue of Life.